# Provence (métro de Lausanne)
Pour les articles homonymes, voir Provence (homonymie).
Provence est une station de métro de la ligne M1 du métro de Lausanne, située avenue de Provence dans le quartier Sébeillon/Malley, à Lausanne, capitale du canton de Vaud. Elle dessert notamment le site Provence de la Bibliothèque cantonale et universitaire - Lausanne.
Mise en service en 1991, c'est une station accessible aux personnes à mobilité réduite.

## Situation sur le réseau
Établie à 430 mètres d'altitude, la station Provence est établie au point kilométrique (PK) 1,725 de la ligne M1 du métro de Lausanne, entre les stations Montelly (direction Lausanne-Flon) et Malley (direction Renens-Gare), elle ne permet pas le croisement des rames.

## Histoire
Comme toute la ligne, les travaux de construction de la station débutent en 1988 et elle est mise en service le 2 juin 1991, lors de l'ouverture à l'exploitation de la ligne M1. Son nom a pour origine l'avenue de Provence qu'elle longe. C'est une station sur un seul niveau, construite au niveau du sol le long de l'avenue, séparée de cette dernière par une simple bordure.
La station est rénovée entre octobre et novembre 2017, avec notamment la pose d'un nouveau mobilier.

## Service des voyageurs

### Accès et accueil
La station est construite sur le flanc nord de l'avenue de Provence et est accessible de plain pied. Cette configuration ne nécessite donc ni ascenseurs ni escaliers mécaniques, et lui permet d'être accessible aux personnes à mobilité réduite. Elle ne dispose que d'un seul quai et d'une seule voie.

### Desserte
La station Provence est desservie tous les jours de la semaine, la ligne fonctionnant de 5 h 15 à 0 h 45 du matin (à partir de 5 h 50 les dimanches et fêtes) environ, par l'ensemble des circulations qui parcourent la ligne. Les fréquences varient entre 5 et 15 minutes selon le jour de la semaine,. La station est fermée en dehors des heures de service de la ligne.

### Intermodalité
Des correspondances sont possibles avec la ligne de bus des TL 16 à distance, à l'arrêt Vallée de la Jeunesse.

### Encyclopédie spécialisée
- [DEHA97] Michel Dehanne, Michel Grandguillaume, Gérald Hadorn, Sébastien Jarne, Jean-Louis Rochaix et Annette Rochaix, Voies normales privées du Pays de Vaud, Lausanne, BVA, 1997 (ISBN 2-88125-010-6)